# Banice
Banice je stará jednotka objemu používaná v Rumunsku.

## Převodní vztahy
- 1 banice = 84,37 l = 1/8 kila (v Brăile).